# ریچارد ویچخه
ریچارد ویچخه (اندبله شمالی: Richard Witschge; زاده ۲۰ سپتامبر ۱۹۶۹) یک بازیکن فوتبال اهل هلند است.

## تیم ملی
وی در تیم ملی فوتبال هلند بازی کرده است.